# Мишар (Шабац)
Мишар је приградско насељено место у Граду Шапцу у Мачванском округу. Према попису из 2022. било је 2048 становника.
Насеље се налази на истоименом брду које је прекривено шумом и које представља почетак брдовите Посавине источно од Шапца. Брдо Мишар доста одудара од околног терена својом висином, која, иако није велика, ипак представља промену у пејзажу равне Мачве.
Овде се налази Црква Васкрсења Господњег у Мишару.

## Галерија
- Музеј мишарске битке
- Споменик попу Луки Лазаревићу
- Споменик Милошу Стојићевићу
- Споменик „Црном Ђорђу”
- Споменик Вуку Караџићу
- Зграда сеоске школе
- Поглед на падине Мишарског брда на чијем врху је црква
- Падина брда на Мишару

## Демографија
У насељу Мишар живи 1817 пунолетних становника, а просечна старост становништва износи 40,8 година (39,3 код мушкараца и 42,2 код жена). У насељу има 733 домаћинства, а просечан број чланова по домаћинству је 2,91.
Ово насеље је великим делом насељено Србима (према попису из 2002. године), а у последња три пописа, примећен је пораст у броју становника.
|  |

| Демографија | Демографија | Демографија |
| Година      | Становника  | Становника  |
| ----------- | ----------- | ----------- |
| 1948.       | 915         |             |
| 1953.       | 1.009       |             |
| 1961.       | 1.105       |             |
| 1971.       | 1.296       |             |
| 1981.       | 1.590       |             |
| 1991.       | 1.973       | 1.938       |
| 2002.       | 2.217       | 2.302       |

| Етнички састав према попису из 2002.‍ | Етнички састав према попису из 2002.‍ | Етнички састав према попису из 2002.‍ | Етнички састав према попису из 2002.‍ | Етнички састав према попису из 2002.‍ |
| ------------------------------------ | ------------------------------------ | ------------------------------------ | ------------------------------------ | ------------------------------------ |
|                                      |                                      |                                      |                                      |                                      |
| Срби                                 | Срби                                 |                                      | 2.142                                | 96,61%                               |
| Роми                                 | Роми                                 |                                      | 56                                   | 2,52%                                |
| Југословени                          | Југословени                          |                                      | 3                                    | 0,13%                                |
| Хрвати                               | Хрвати                               |                                      | 2                                    | 0,09%                                |
| Црногорци                            | Црногорци                            |                                      | 1                                    | 0,04%                                |
| Словенци                             | Словенци                             |                                      | 1                                    | 0,04%                                |
| Руси                                 | Руси                                 |                                      | 1                                    | 0,04%                                |
| Мађари                               | Мађари                               |                                      | 1                                    | 0,04%                                |
| Албанци                              | Албанци                              |                                      | 1                                    | 0,04%                                |
| непознато                            | непознато                            |                                      | 8                                    | 0,36%                                |

| Година пописа     | 1948. | 1953. | 1961. | 1971. | 1981. | 1991. | 2002. |
| ----------------- | ----- | ----- | ----- | ----- | ----- | ----- | ----- |
| Број домаћинстава | 174   | 206   | 253   | 319   | 462   | 542   | 733   |

| Број чланова      | 1   | 2   | 3   | 4   | 5  | 6  | 7  | 8 | 9 | 10 и више | Просек |
| ----------------- | --- | --- | --- | --- | -- | -- | -- | - | - | --------- | ------ |
| Број домаћинстава | 193 | 141 | 136 | 138 | 75 | 35 | 10 | 1 | 3 | 1         | 2,91   |

| Пол    | Укупно | Неожењен/Неудата | Ожењен/Удата | Удовац/Удовица | Разведен/Разведена | Непознато |
| ------ | ------ | ---------------- | ------------ | -------------- | ------------------ | --------- |
| Мушки  | 907    | 271              | 550          | 64             | 16                 | 6         |
| Женски | 983    | 212              | 561          | 171            | 33                 | 6         |
| УКУПНО | 1.890  | 483              | 1.111        | 235            | 49                 | 12        |

| Пол    | Укупно                    | Пољопривреда, лов и шумарство | Рибарство                            | Вађење руде и камена | Прерађивачка индустрија       |
| ------ | ------------------------- | ----------------------------- | ------------------------------------ | -------------------- | ----------------------------- |
| Мушки  | 392                       | 92                            | 0                                    | 2                    | 112                           |
| Женски | 219                       | 63                            | 0                                    | 0                    | 43                            |
| УКУПНО | 611                       | 155                           | 0                                    | 2                    | 155                           |
| Пол    | Производња и снабдевање   | Грађевинарство                | Трговина                             | Хотели и ресторани   | Саобраћај, складиштење и везе |
| Мушки  | 2                         | 55                            | 34                                   | 2                    | 56                            |
| Женски | 1                         | 6                             | 42                                   | 2                    | 4                             |
| УКУПНО | 3                         | 61                            | 76                                   | 4                    | 60                            |
| Пол    | Финансијско посредовање   | Некретнине                    | Државна управа и одбрана             | Образовање           | Здравствени и социјални рад   |
| Мушки  | 0                         | 1                             | 9                                    | 5                    | 3                             |
| Женски | 2                         | 5                             | 5                                    | 15                   | 22                            |
| УКУПНО | 2                         | 6                             | 14                                   | 20                   | 25                            |
| Пол    | Остале услужне активности | Приватна домаћинства          | Екстериторијалне организације и тела | Непознато            | Непознато                     |
| Мушки  | 1                         | 0                             | 0                                    | 18                   | 18                            |
| Женски | 4                         | 0                             | 0                                    | 5                    | 5                             |
| УКУПНО | 5                         | 0                             | 0                                    | 23                   | 23                            |

## Историјски значај
На Мишару се 13. августа 1806. одиграла једна од најзначајнијих битака у Првом српском устанку. Значајан топоним који се везује за битку је Мишарски шанац, од кога нису сачувани остаци и Мишарско поље. Мишарско поље било је поље између реке Саве, реке Думаче и Јеленачке шуме, на чијем уздигнутом делу, познатијем као Мишарско брдо се налазио Мишарски шанац. На простору Мишарског поља и његовог уздигнутог дела(Мишарског брда) одиграла се Мишарска битка.